# Premi Joan Bodon
El Premi Joan Bodon, creat el 1986, fou un premi que es donava a l'autor d'una obra en occità editada durant els últims dos anys, però també es podia donar a un escriptor, creador o actor de la cultura occitana per tal de guardonar el conjunt de la seva obra. El premi estava dotat amb 1.600 euros i es concedia en el marc de les Jornades Internacionals de Poesia que se celebraven a la ciutat occitana de Rodés. Tenia caràcter anual i el 1999 es convertí en bianual. Es concedí per última vegada el 2007. El premi homenatja l'escriptor Joan Bodon, un dels millors autors en occità del segle xx.

## Llista dels premiats
- 2007: Joan Frederic Brun, Luònh
- 2005: Bernat Lesfargas (per la seva obra i trajectòria).
- 2003: Felip Gardy, La dicha de la figuiera
- 1999: Adelina Yzac, L'enfància d'en fàcia
- 1998: Sèrgi Javaloyès, L'Òra de Partir
- 1997: Eric Gonzales, L'òrra istuèra d'un hilh de Gelòs
- 1996: Pèire Pessamessa
- 1995: Glaudi Barsotti, Un papièr sensa importància
- 1994: Joan Ganhaire, Dau vent dins las plumas
- 1993: Ferran Delèris, L'aucon
- 1992: Florian Vernet, Miraus escurs
- 1990: Jòrgi Gròs, Ieu, Bancel, Oficièr D'Empèri
- 1989: Joan Claudi Sèrras, Enlòc
- 1988: R. Roche, Sensa-nom, La romèca, Lo babau e la television
- 1986: Jòrdi Blanc, Jaurès e Occitània